# Gedalja
Gedalja ist der Name mindestens fünf in der Bibel vorkommender Personen.

## Etymologie
Der Name Gedalja, hebräisch גְּדַלְיָהוּ gədaljāhū bzw. גְּדַלְיָה gədaljâ, setzt sich aus der Wurzel גדל gdl „groß sein/werden“, „sich groß erzeigen“ und dem Gottesnamen יהוה jhwh zusammen und bedeutet: „der Herr ist groß“ bzw. „der Herr hat sich groß erwiesen“.
Die Septuaginta gibt den Namen mit Γοδολιας Godolias, die Vulgata als Godolias.

## Gedalja ben Ahikam
Gedalja ben Ahikam wurde um den 25. August 587 v. Chr. von den Babyloniern zum Oberhaupt der Verwaltung Judas eingesetzt. Er residierte in der im Zuge der babylonischen Eroberung unzerstört gebliebenen Stadt Mizpa. Der genaue Status Gedaljas wird in den biblischen Berichten nicht geklärt. Möglicherweise handelte es sich um einen Statthalter, Vasallenkönig oder judäischen Verbindungsmann eines babylonischen Statthalters. Dass die Wahl der Babylonier auf Gedalja fiel, erklärt sich aus der Vorgeschichte: Gedalja gehörte als Enkel Schafans zur Sippe der Schafaniden, die eine prominente Rolle in der judäischen Politik spielt und dafür eintrat, die babylonische Besatzung hinzunehmen, anstatt in den bewaffneten Widerstand einzutreten (Jer 26,24  u. ö.).
Nur wenige Monate nach Amtsantritt kam Gedalja bei einem Mordanschlag durch Jischmael ben Netanja ums Leben. Dass dieser zur davidischen Königsfamilie gehörte, bezeugt, dass die alte Königsfamilie Gedaljas Amt als Übergriff auf ihr Erbrecht ansah. Jischmael genoss wohl starken Rückhalt bei den Einwohnern, die sich ihm bei seiner Flucht nach Ägypten anschlossen (2 Kön 25,22–26 ).
Der Ermordung Gedaljas wird im Judentum am 3. Tischri, dem Zom Gedalja, mit einem Tag des Fastens gedacht.

## Weitere Namensträger
- Gedalja ben Jedutun war ein Levit und Leiter der 2. Sängerabteilung zur Zeit Davids (1 Chr 25,3.9 EU)
- Gedalja ben Paschhur war ein Gegner Jeremias aus judäischen Führungskreisen (Jer 38,1.4.6 EU)
- Gedalja war der Großvater des Propheten Zephanja (Zef 1,1 EU)
- Gedalja war ein Priester aus der Familie des Hohepriesters Jeschua. Er hatte eine heidnische Frau geheiratet und versprach sich von ihr zu trennen (Esr 10,18 f EU)